# 赖德荣
赖德荣（1957年7月—），男，汉族，广西北海人，中华人民共和国政治人物。广西民族学院政治系中共党史专业毕业，广西师范大学在职研究生班中国近现代史专业学历。

## 生平
1974年7月参加工作。1976年1月加入中国共产党。历任广西上思县插队知青组长，上思县百包公社那咘大队团总支书记、党支部副书记，百包公社党委副书记，广西民族学院政治系学生，广西壮族自治区直属机关党委组织部干部，共青团广西壮族自治区直属机关委员会副书记（主持全面工作）、自治区直属机关党委常委，中共广西壮族自治区党委组织部干部综合调配处干部，中共广西壮族自治区党委组织部党政干部处副处长（其间：1989年1月至1990年1月，挂职任中共上林县委副书记），中共广西壮族自治区党委组织部党政干部处处长等职。1994年10月，任中共广西壮族自治区党委组织部副部长（其间：1996年2月至6月，任自治区驻百色地区农村工作队长，挂职任百色地委副书记）。1996年6月，任中共梧州地委副书记。1997年3月，任中共贺州地委副书记（其间：1998年10月至2000年10月，在广西师范大学在职研究生班中国近现代史专业学习）。
2002年10月，任中共广西壮族自治区计划生育委员会党组书记。2003年4月，任广西壮族自治区计划生育委员会主任、党组书记。2004年2月，任广西壮族自治区人口和计划生育委员会主任、党组书记。
2005年7月，任中共贵港市委副书记、副市长、代市长（9月当选市长）。2006年8月，任中共贵港市委书记。2011年8月，任中共百色市委书记。
2013年1月，任广西壮族自治区政协副主席。2013年5月，任广西壮族自治区政协副主席、自治区党委统战部部长。2015年11月，任广西壮族自治区政协副主席。
2016年7月22日，中纪委通报其严重违纪，受到开除党籍、行政撤职处分，降为科员。